# Андреевка (село, Волновахский район)
Андре́евка (укр. Андріївка) — село на Украине, в Волновахском районе Донецкой области. Находится под контролем самопровозглашённой Донецкой Народной Республики.

## География
В Донецкой области имеется ещё 8 одноимённых населённых пунктов, в том числе пгт. Андреевка в том же Волновахском районе; 2 в соседнем Старобешевском районе: село Андреевка Александровского сельского совета и село Андреевка Новозарьевского сельского совета, посёлок Андреевка в составе города Снежного.

#### Соседние населённые пункты по странам света
СЗ: Доля, Луганское
З: Малиновое, Новониколаевка
ЮЗ: Любовка, Молодёжное
Ю: Червоное
С: город Донецк
СВ: Марьяновка
В: Новосёловка, Обильное
ЮВ:  Новобешево

## Население
Население по переписи 2001 года составляет 670 человек.

## Общая информация
Код КОАТУУ — 1421580801. Почтовый индекс — 85711. Телефонный код — 6244.

## Адрес местного совета
85711, Донецкая область, Волновахский р-н, с. Андреевка, ул. Ленина, 25.